# Marston's
Marston's é uma cervejaria britânica e operadora que opera em mais de 1.700 bares do Reino Unido e é o distribuidor do mundo de cerveja de barril.

## História

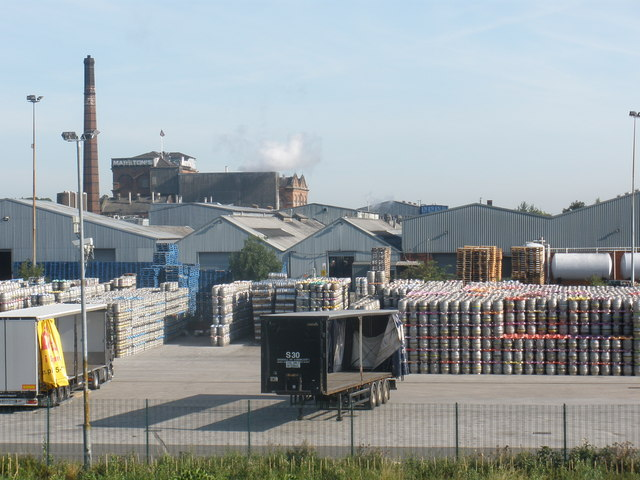
Sede de Marston's na Inglaterra.

Em 1834, John Marston estabeleceu a J. Marston & São na cervejaria de Horninglow em Burton Union. Em 1861, a cervejaria produziu 3.000 barris ao ano.
Em 1890, foi registada como uma empresa de responsabilidade limitada. Em 1898, misturou-se com John Thompson & São e transferiu-se a Albion Brewery em Shobnall Road, que a companhia ainda opera. A cervejaria tinha uma capacidade de 100.000 barris ao ano neste momento que começou a se utilizar o sistema da união de Burton.
Em 1905, a empresa fundiu-se com Sydney Evershed para formar Marston, Thompson & Evershed. A empresa estava a preparar-se na cervejaria do parque em 1875.
Em 1890, os bancos converteram-se em cervejarias de Wolverhampton e de Dudley quando a empresa misturou-se com George Thompson & Sons e a cervejaria de Charles do coronel Smith. Em 1943, fez-se cargo de Julia Hanson & Sons, com 200 bares. Cotou-se pela primeira vez na Carteira de Valores de Londres em 1947.
A empresa adquiriu Camerons Brewery em Hartlepool em 1992 e vendeu-o a Castle Eden em 2002, enquanto conserva alguns dos bares atados de Cameron.
Em 1999, as cervejarias de Wolverhampton e de Dudley compraram Marston, Thompson e Evershed, e no mesmo ano assumiu o controle a cervejaria de Mansfield de Nottinghamshire e fechou abaixo, transferindo a produção de cervejas de Mansfield à cervejaria do parque.
Em 2005, fez-se cargo da produção baixo licença de Draft Bass, sucedendo a Coors. A cervejaria de Jennings de Cockermouth foi comprada e em 2007 a cervejaria de Ringwood baseada em Hampshire, que foi estabelecida em 1978, com as cervejas Fortyniner e Thumper.
No final de 2013, teve certa controvérsia quando a empresa anunciou que venderia uns 200 bares à nova empresa New River Retail. O temor era que muitos fechar-se-ão e se convertessem em lojas de conveniência.
Em 2014, a companhia tomou a produção da maioria das cervejas de Thwaites após o fechamento da principal cervejaria deste último. O 31 de março de 2015, anunciou-se que a companhia estava a comprar a maior parte do negócio de fornecimento de cerveja e as duas primeiras marcas Wainwright e Lancaster Bomber por ao redor de 25 milhões de libras esterlinas.

### Métodos de elaboração
É o único cervejeiro restante em utilizar Burton Union, um sistema mediante o qual os barris e os canais de fermentação estão unidos entre si por encanamentos. O princípio básico é prevenir a excessiva perda de cerveja e fermento por espumação, mas a consequência é que a cerveja está em contacto com mais madeira e com mais cerveja, fermentando num volume maior, tipicamente totalizando ao redor de 100 barris ou 16 hectolitros.